# Andrei Avram
Andrei Avram (n. 9 mai 1930, Turda, Cluj, România – d. 10 februarie 2018, București, România) a fost un lingvist român, membru corespondent al Academiei Române (din 2010). Este autorul unei descrieri originale a sistemului fonologic al limbii române și al unor studii fundamentale de fonetică și fonologie istorică. A fost cercetător la Institutul de Lingvistică „Iorgu Iordan - Alexandru Rosetti” din București. A fost căsătorit cu lingvista Mioara Avram (1932 - 2004).

## Afilieri
- Membru corespondent al Academiei Române (din 2010)

## Publicații

### Cărți
- Cercetări asupra sonorității în limba română, București, Editura Academiei, 1961
- Contribuții la interpretarea grafiei chirilice a primelor texte românești, extras din „Studii și cercetări lingvistice”, XV, 1964, fasc. 1-5
- Nazalitatea și rotacismul în limba română, București, Editura Academiei Române, 1990
- Contribuții etimologice, București, Editura Univers Enciclopedic, 1997
- Probleme de etimologie, București, Editura Univers Enciclopedic, 2000
- Noi contribuții etimologice, București, Editura Univers Enciclopedic, 2001
- Metafonia și fenomenele conexe în limba română, București, Editura Academiei Române, 2005